# Роггенбах, Франц фон
Барон Франц Фрайхерр фон Роггенбах (нем. Franz von Roggenbach; 23 февраля 1825, Мангейм, Великое герцогство Баден - 25 мая 1907, Фрайбург-им-Брайсгау) – немецкий политический и государственный деятель, дипломат.

## Биография

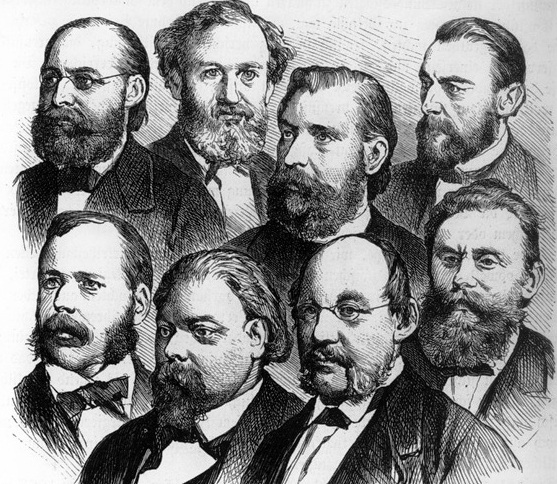
Лидеры Национал-либеральной партии. Верхний ряд (слева направо): Вильгельм Вехренфеннинг, Эдуард Ласкер, Генрих фон Трейчке, Иоганн Микель. Нижний ряд: Франц фон Роггенбах, Карл Браун, Рудольф фон Гнейст, Людвиг Бамбергер

Сын генерала и графини. Изучал право в Гейдельбергском университете, затем в 1848 году поступил на службу в Великое герцогство Баденское. Был секретарём министерства иностранных дел, с 1849 года работал в посольстве Бадена в Берлине. С 1849 по 1851 год служил в баденской миссии в Бонне , где познакомился с Эрнстом Морицем Арндтом. Дружил с великим герцогом Баденским Фридрихом I и оказывал политическое влияние на него в качестве советника. 
В 1861 году был назначен министром иностранных дел Великого герцогства Баден. Боролся с ультрамонтанством. Вместе с Ю. Йолли отстаивал объединение Германии под властью Пруссии. . В 1863/64 году также занимал пост министра торговли Бадена. В 1865 году ушел в отставку после Шлезвиг-Гольштейнского кризиса, позволившего Берлину и Вене расширить свою территорию за счёт Дании.
Был одним из лидеров Национал-либеральной партии .
С 1871 по 1874 год Роггенбех входил в рейхстаг Германской империи. 
После аннексии Эльзаса-Лотарингии работал над воссозданием Страсбургского университета.
Почётный гражданин города Оффенбург с 1862 г.
Умер от пневмонии 24 мая 1907 года.